# Athetis squalida
Athetis squalida là một loài bướm đêm trong họ Noctuidae.